# Adornista
Se llama adornista a la persona que tiene a su cargo el componer los detalles y el conjunto de los ornamentos destinados a hermosear un lugar cualquiera. El conjunto de estas diversas partes se conoce genéricamente como adornos.
El adornista ejerce su arte tanto a gran como a pequeña escala según se den las circunstancias. Se acude a él para el adorno de una mesa determinada en una fiesta particular o de familia, para el interior de una estancia o sala de reunión, así como para realizar los adornos interiores y exteriores de las fiestas públicas, pompas fúnebres, procesiones, etc.